# 大田熊太郎
大田 熊太郎（おおた くまたろう、1891年（明治24年）11月1日 - 1967年（昭和42年）6月9日）は、大日本帝国陸軍軍人。最終階級は陸軍少将。旧姓は行本。

## 経歴
1891年（明治24年）に山口県で生まれた。陸軍士官学校第26期卒業。1939年（昭和14年）3月に独立歩兵第9大隊長（第1軍・独立混成第3旅団）に就任し、日中戦争に出動し、崞県に駐屯した。1940年（昭和15年）8月1日に陸軍歩兵大佐進級と同時に歩兵第62連隊長（第12軍・第21師団・第21歩兵団）に就任し、中原会戦などに参加した。1943年（昭和18年）8月に第4師団司令部附となり、大阪帝国大学に配属され、1944年（昭和19年）4月に第44師団司令部附に転じ、大阪帝国大学に配属された。
1945年（昭和20年）2月12日に歩兵第71旅団長（第13軍・第65師団）に就任し、徐州の警備に当たった。同年6月10日に陸軍少将に進級。
1947年（昭和22年）11月28日、公職追放仮指定を受けた。